# Liste der Biografien/Beu
Liste der Biografien |
Portal Biografien |
Personensuche
# |
A |
B |
C |
D |
E |
F |
G |
H |
I |
J |
K |
L |
M |
N |
O |
P |
Q |
R |
S |
T |
U |
V |
W |
X |
Y |
Z |
?
 
Ba |
Be |
Bd |
Bg |
Bh |
Bi |
Bj |
Bl |
Bm |
Bn |
Bo |
Br |
Bs |
Bu |
Bw |
By |
Bz
 
Bea–Beb |
Bec |
Bed |
Bee |
Bef |
Beg |
Beh |
Bei |
Bej |
Bek |
Bel |
Bem |
Ben |
Beo |
Bep |
Beq |
Ber |
Bes |
Bet |
Beu |
Bev |
Bew |
Bex |
Bey |
Bez
Die Liste der Biografien führt alle Personen auf, die in der deutschsprachigen Wikipedia einen Artikel haben. Dieses ist eine Teilliste mit 332 Einträgen von Personen, deren Namen mit den Buchstaben „Beu“ beginnt.

## Beu
- Beu, Leonie (* 1998), papua-neuguineische Sprinterin
- Beu, Monika (1963–2005), deutsche Volleyballspielerin
- Beu, Rolf (* 1957), deutscher Kaufmann und Politiker (Bündnis 90/Die Grünen), MdL

### Beub
- Beublet, Maurice (1904–1943), belgischer Widerstandskämpfer der Roten Kapelle

### Beuc
- Beuchat, Charles (1900–1981), Schweizer Schriftsteller und Literaturkritiker
- Beuchat, Gilbert (* 1935), Schweizer Radrennfahrer
- Beuchat, Henri (1878–1914), französischer Anthropologe und Amerikanist
- Beuchat, Roger (* 1972), Schweizer Radrennfahrer
- Beuchel, Andreas (* 1963), deutscher evangelisch-lutherischer Theologe und Pfarrer
- Beuchel, René (* 1973), deutscher Fußballspieler
- Beuchelt, Georg (1852–1913), deutscher Ingenieur, Unternehmer und Politiker (MdR)
- Beucher, Friedhelm Julius (* 1946), deutscher Politiker (SPD), MdBFriedhelm Julius Beucher (* 1946)

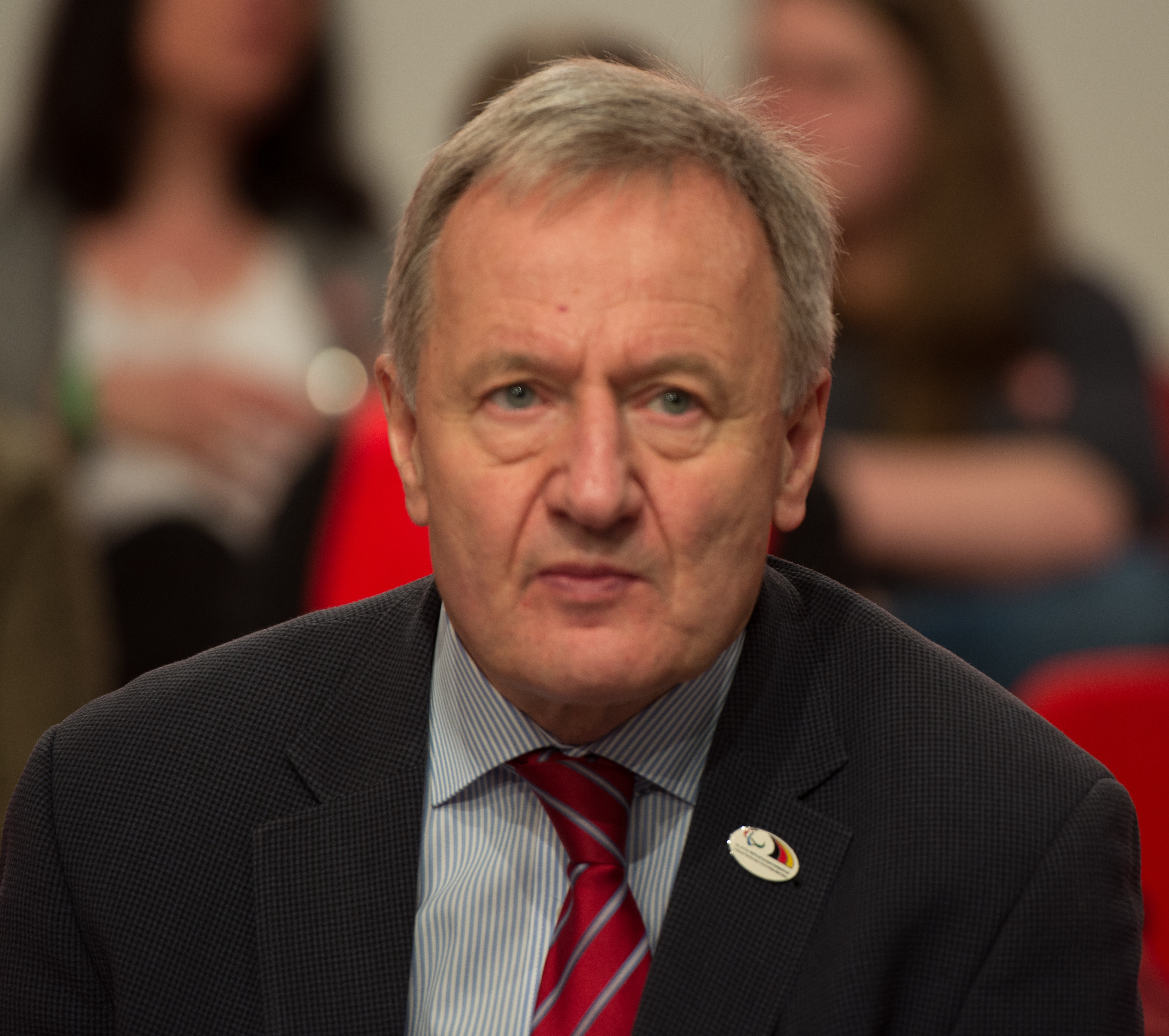
Friedhelm Julius Beucher (* 1946)

- Beucherie, Serge (* 1955), französischer Radrennfahrer
- Beuchert, Marianne (1924–2007), deutsche publizistisch tätige Frankfurter Floristin und Gärtnerin
- Beuchler, Dirk (* 1971), deutscher Handballspieler und -trainer
- Beuchler, Klaus (1926–1992), deutscher Journalist und Schriftsteller
- Beuchler, Sven (* 1975), deutscher Mathematiker
- Beuchlingen, Adelheid von († 1348), Äbtissin von Lichtenthal
- Beuck, Nikolaus, deutscher evangelisch-lutherischer Theologe und Reformator
- Beucke, Susann (* 1991), deutsche Seglerin
- Beucke, Werner (1903–1940), deutscher Designer und Bucheinbandkünstler
- Beuckelaer, Joachim, flämischer Maler
- Beucker, Frank Gustav (* 1942), deutscher Politiker (SPD), MdL
- Beucker, Hartmut (* 1962), deutscher Politiker (AfD), MdL
- Beucker, Ingo (1906–1990), deutscher Architekt
- Beucker, Ivo (1909–1965), deutscher Bildhauer
- Beucker, Pascal (* 1966), deutscher Korrespondent, Journalist und Autor
- Beuckers, Klaus Gereon (* 1966), deutscher Kunsthistoriker
- Beuckert, Sven (* 1973), deutscher FußballtorhüterSven Beuckert (* 1973)

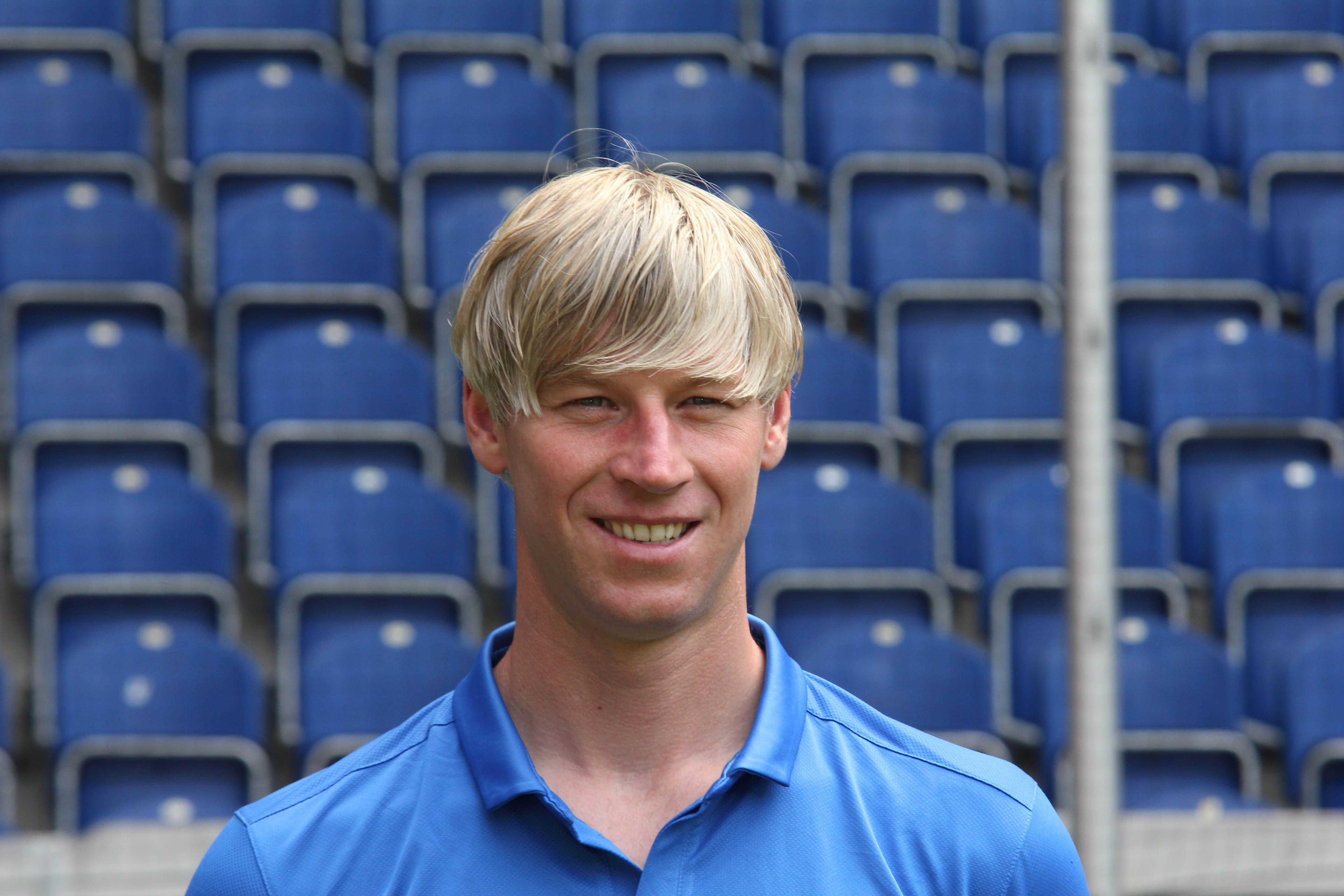
Sven Beuckert (* 1973)

### Beud
- Beudant, François Sulpice (1787–1850), französischer Geologe und Mineraloge

### Beue
- Beuel, Friedrich (1929–2008), deutscher SED-Funktionär und FDGB-Funktionär
- Beuer, Elise (* 1863), deutsche Opernsängerin (Mezzosopran, Sopran)
- Beuer, Gustav (1893–1947), tschechoslowakischer kommunistischer Politiker
- Beuer, Otto (1898–1986), deutscher politischer Funktionär
- Beuerle, Hans Michael (1941–2015), deutscher Chorleiter
- Beuerle, Herbert (1911–1994), deutscher Kirchenmusikkomponist
- Beuermann, August (1867–1930), deutscher Politiker (DVP), MdR
- Beuermann, Bärbel (* 1955), deutsche Politikerin (Die Linke), MdL
- Beuermann, Carl (1855–1937), deutscher Unternehmer, Kommunalpolitiker und Schützen-Senator
- Beuermann, Carola, deutsche Juristin und Rechtsanwältin
- Beuermann, Dieter (* 1938), deutscher Verleger
- Beuermann, Klaus (* 1937), deutscher Astronom und Astrophysiker
- Beuermann, Wilhelm (1937–2006), deutscher Maler, Grafiker und Dichter

### Beuf
- Beuf, Sylvain (* 1964), französischer Jazz-Saxophonist, Komponist und Arrangeur

### Beug
- Beug, Friedrich (1885–1956), deutscher Theaterschauspieler, -regisseur und -leiter sowie Filmschauspieler
- Beug, Gerd (1882–1961), deutscher Ingenieur und Industrieller
- Beug, Hans-Jürgen (1932–2022), deutscher Botaniker und Hochschullehrer
- Beug, Karl Friedrich (1883–1965), deutscher Industrieller
- Beuge, Peter (1938–2001), deutscher Mineraloge und Hochschullehrer
- Beuge, Roland (* 1966), deutscher Moderator
- Beugel, Ernst van der (1918–2004), niederländischer Diplomat, Politiker und Hochschullehrer
- Beugel, Ina van der (1914–2003), niederländische Journalistin und Autorin
- Beugel, Ingeborg (* 1960), niederländische Journalistin, Filmemacherin und Fernsehprogrammentwicklerin
- Beugels, Eddy (1944–2018), niederländischer Radrennfahrer
- Beugelsdijk, Tom (* 1990), niederländischer Fußballspieler
- Beuger, Antoine (* 1955), niederländischer Komponist, Flötist und Musikverleger
- Beughem, Ludwig von (1806–1886), deutscher Politiker, MdR
- Beugnet, Michèle (* 1950), französische Sprinterin
- Beugniot, Édouard (1822–1878), französischer Ingenieur und Lokomotiv-Bauer
- Beugnot, Éric (* 1955), französischer Basketballspieler
- Beugnot, Gregor (* 1957), französischer Basketballtrainer und -spieler
- Beugnot, Jacques Claude (1761–1835), französischer Politiker
- Beugnot, Jean-Paul (1931–2001), französischer Basketballspieler

### Beuh
- Beuhne, Adolph (1863–1940), deutscher Maler und Innenarchitekt

### Beuk
- Beuke, Wilhelm (1881–1966), deutscher Geschäftsführer und Politiker (BDV, FDP), MdBB
- Beukeboom, Dion (* 1989), niederländischer Radsportler
- Beukeboom, Jeff (* 1965), kanadischer Eishockeyspieler, -trainer und -scout
- Beukel, Erik (* 1945), dänischer Politikwissenschaftler und Hochschullehrer
- Beukelaer, Edouardus Jacobus de (1843–1919), Bäcker und Erfinder der Prinzenrolle
- Beukema, Karel (1878–1908), niederländischer Tennisspieler
- Beukema, Sam (* 1998), niederländischer Fußballspieler
- Beukemann, Helmuth (1894–1981), deutscher Generalleutnant im Zweiten Weltkrieg
- Beuken, Ron van den (* 1970), niederländischer DJ und Produzent
- Beukenberg, Wilhelm (1858–1923), deutscher Manager und Parlamentarier
- Beuker, Dean (* 1981), kanadischer Eishockeyspieler
- Beuker, Friedhelm (1932–2012), deutscher Sportmediziner
- Beuker, Gerrit Jan (* 1953), altreformierter Pastor und Kirchengeschichtler
- Beukering, Marijke van (* 1971), niederländische Politikerin
- Beukers, Frits (* 1953), niederländischer Mathematiker
- Beukers, Nicole (* 1990), niederländische Ruderin
- Beukers, Petrus (1899–1981), niederländischer Segler
- Beukert, Nino (* 1988), niederländischer Fußballspieler
- Beukes, Anne-Marie (* 1950), südafrikanische Sprachwissenschaftlerin
- Beukes, Attie (1951–2021), namibischer Politiker der WRP
- Beukes, Avril, südafrikanische Filmeditorin
- Beukes, Dante (* 2003), namibischer Schachspieler
- Beukes, Lauren (* 1976), südafrikanische Schriftstellerin und Journalistin

### Beul
- Beul, Artur (1915–2010), Schweizer LiederkomponistArtur Beul (1915–2010)

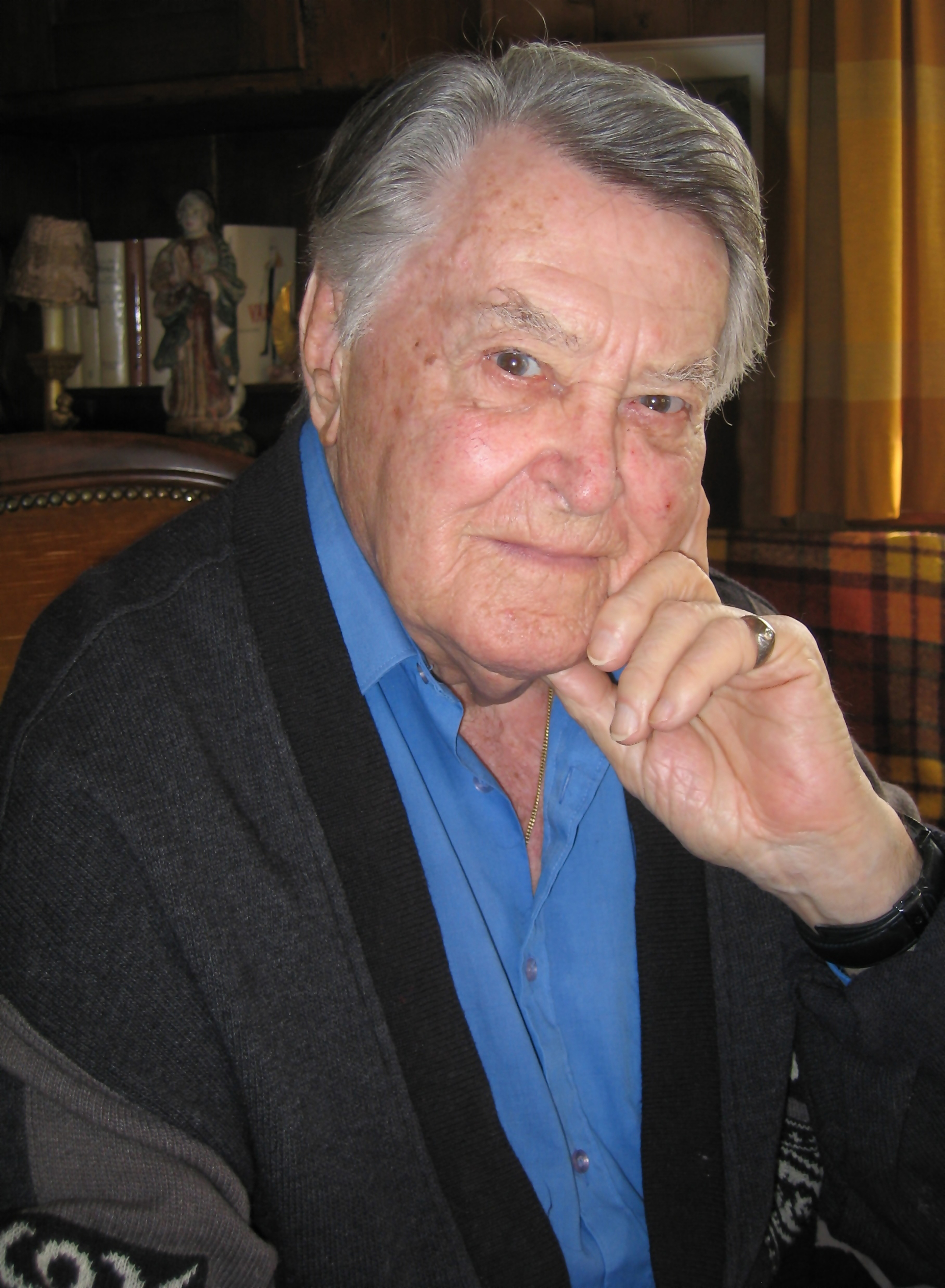
Artur Beul (1915–2010)

- Beul, Hermann (1878–1918), Schweizer Kunstmaler
- Beul, Marius (1849–1914), Schweizer Dekorations- und Kunstmaler
- Beule, August (1867–1923), deutscher Poet
- Beulé, Charles (1826–1874), französischer Politiker, Mitglied der Nationalversammlung und Archäologe
- Beule, Matthias (1877–1921), deutscher Bildhauer
- Beuleke, Radulf (* 1946), deutscher Lehrer und Intendant der Freilichtspiele Tecklenburg
- Beulich, Helmut (1927–2023), deutscher Fußballtrainer
- Beulig, Horst (1922–2010), deutscher Fußballspieler
- Beulke, Werner (* 1945), deutscher Rechtswissenschaftler und Hochschullehrer
- Beullac, Christian (1923–1986), französischer Bildungsminister
- Beulque, Paul (1877–1943), französischer Wasserballspieler
- Beulshausen, Fritz (1885–1957), deutscher Politiker (SPD), MdL
- Beulshausen, Heinrich (1875–1940), deutscher Kommunalpolitiker und Verbandsleiter
- Beulwitz, Alexander Christian von (1678–1727), sächsischer Landtagsabgeordneter
- Beulwitz, Alexander von (1783–1854), deutscher Unternehmer und preußischer Oberforstmeister
- Beulwitz, August Ludwig Karl von (1796–1835), deutscher Jurist
- Beulwitz, Christoph Carl von (1827–1909), deutscher Unternehmer und Politiker
- Beulwitz, Christoph Ernst von (1695–1757), königlich dänischer Oberlanddrost und Regierungskanzler
- Beulwitz, Christoph von, Hauptmann, Amtmann von Brandenburg-Kulmbach
- Beulwitz, Ernst von (1844–1904), bayerischer Generalmajor
- Beulwitz, Eugen von (1889–1969), deutscher Marineoffizier und Übersetzer
- Beulwitz, Friedrich Wilhelm Ludwig von (1755–1829), deutscher Jurist und Kanzler
- Beulwitz, Heinrich Emil Friedrich August von (1785–1871), Generaladjutant des Großherzogs von Sachsen-Weimar-Eisenach
- Beulwitz, Karl August von (1736–1799), preußischer Generalmajor, Chef des Kadettenkorps
- Beulwitz, Ludwig Friedrich von (1726–1796), deutscher Jurist
- Beulwitz, Veit Ulrich von (1899–1934), deutscher Politiker (NSDAP), SA-Mitglied, beim „Röhm-Putsch“ erschossen

### Beum
- Beumann, Helmut (1912–1995), deutscher Historiker
- Beumann, Jacob Friedrich Ernst († 1758), deutscher Gold- und Silberschmiedemeister
- Beumelburg, Walther (1894–1944), deutscher Rundfunk-Funktionär
- Beumelburg, Werner (1899–1963), deutscher SchriftstellerWerner Beumelburg (1899–1963)

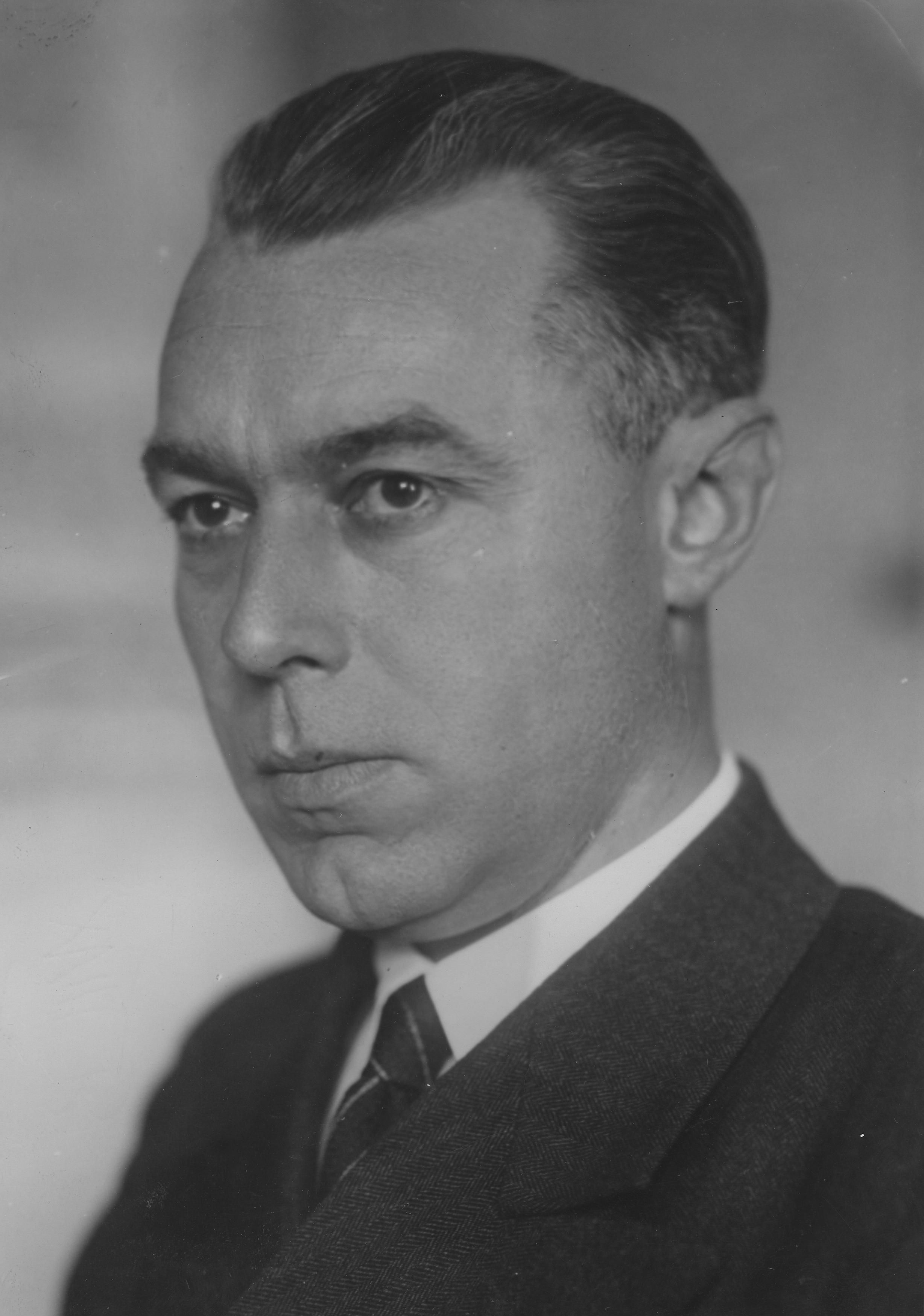
Werner Beumelburg (1899–1963)

- Beumer, Bouke (1934–2022), niederländischer Politiker, MdEP
- Beumer, Isabeella (* 1951), deutsche Vokalartistin und Lyrikerin
- Beumer, Johannes (1901–1989), deutscher katholischer Theologe und Jesuit
- Beumer, Nicole (* 1965), niederländische Squashspielerin
- Beumer, Otto (1849–1918), deutscher Mediziner und Hochschullehrer
- Beumer, Philipp Jacob (1809–1885), deutscher Jugendbuchautor
- Beumer, Toos (* 1947), niederländische Schwimmerin
- Beumer, Wilhelm (1848–1926), deutscher Industrievertreter und Politiker (Nationalliberal), MdR
- Beumers, Conrad Anton (1837–1921), deutscher Goldschmied
- Beumers, Paul (1865–1950), deutscher Gold- und Silberschmied sowie Emailleur

### Beun
- Beunardeau, Quentin (* 1994), französischer Fußballspieler
- Beune, Joy (* 1999), niederländische Eisschnellläuferin
- Beuningen, Coenraad van (1622–1693), Bürgermeister und Regent von Amsterdam, niederländischer Diplomat und Politiker
- Beuningen, Geurt van (1565–1633), Bürgermeister von Amsterdam
- Beuningen, Helga van (* 1945), deutsche Übersetzerin
- Beuningen-Fentener van Vlissingen, Charlotte van (1880–1976), niederländische Philanthropin

### Beur
- Beurden, Ben van (* 1958), niederländischer Manager
- Beurden, Bernard van (1933–2016), niederländischer Komponist und Musiker
- Beurden, Helen van (* 1991), niederländische Handballspielerin
- Beurden, Max van (1930–2006), niederländischer Fußballspieler
- Beurden, Tinus van (1893–1950), niederländischer Fußballspieler
- Beuren, Alois J. (1919–1984), deutscher Pädiater und Hochschullehrer
- Beurer, Johann Ambrosius (1716–1754), deutscher Apotheker, Naturforscher und Naturaliensammler
- Beurer, Monica (* 1961), Schweizer Fotografin, Dozentin für Fotografie und Autorin
- Beurer, Wolfgang, altdeutscher Maler, Zeichner und Kupferstecher
- Beuret Siess, Rosalie (* 1978), Schweizer Politikerin (Sozialdemokratische Partei)
- Beuret, Jean-Pierre (* 1947), Schweizer Politiker
- Beuret, Laurent (* 1986), Schweizer Radrennfahrer
- Beurhaus, Friedrich (1536–1609), deutscher Pädagoge und Philosoph
- Beurle, Karl (1860–1919), österreichischer Rechtsanwalt, Wirtschaftspionier und deutschnationaler Politiker, Landtagsabgeordneter
- Beurlen, Karl (1901–1985), deutscher Paläontologe
- Beurlen, Wilhelm (1843–1924), deutscher Politiker (DVP), MdL (Württemberg)
- Beurlet, Jacques (1944–2020), belgischer Fußballspieler
- Beurlin, Jacob († 1561), deutscher Humanist, Theologe, Reformator
- Beurling, Arne (1905–1986), schwedischer Mathematiker und Kryptograph
- Beurmann, Andreas E. (1928–2016), deutscher Musikwissenschaftler und Unternehmer
- Beurmann, Carl Moritz von (1802–1870), deutscher Verwaltungsjurist
- Beurmann, Eduard (1804–1883), Schriftsteller
- Beurmann, Emil (1862–1951), Schweizer Schriftsteller, Dichter, Zeichner und Maler
- Beurmann, Jean Ernest de (1775–1850), französischer General der Infanterie
- Beurmann, Karl Moritz von (1835–1863), deutscher Afrikaforscher
- Beurskens, Carla (* 1952), niederländische Langstreckenläuferin
- Beurskens, Michael (* 1977), deutscher Jurist und Hochschullehrer
- Beurton, Christa (* 1945), deutsche Botanikerin
- Beurton, Len (1914–1997), englischer Kommunist, Widerstandskämpfer und Agent des GRU

### Beus
- Beus, Det de (1958–2013), niederländische Hockeyspielerin
- Beus, Hans Bernhard (* 1949), deutscher Jurist, Staatssekretär, Beauftragter der Bundesregierung für Informationstechnik
- Beusch, Johann Wilhelm (1689–1743), Schweizer katholischer Geistlicher, Jesuit und Professor der Philosophie
- Beusch, Paul (1883–1925), deutscher Politiker (Zentrum), MdR
- Beuschel, Jürgen (* 1946), deutscher Ingenieur und Hochschullehrer
- Beuschel, Werner (* 1946), deutscher Maschinenbauingenieur, Informatiker und ehemaliger Hochschulprofessor
- Beuschel, Wolfgang (* 1954), deutscher Schauspieler, Regisseur und Hochschuldozent
- Beuschel-Menze, Hertha (* 1946), deutsche Autorin von Unterrichtsmaterial
- Beuscher, Bernd (* 1958), deutscher Religionspädagoge
- Beuschlein, Jana (* 1995), deutsche Fußballspielerin
- Beuschlein, Werner (1908–1956), deutscher Polizeidirektor und SS-Führer
- Beuse, Stefan (* 1967), deutscher Schriftsteller
- Beusekom, Joke van (* 1952), niederländische Badmintonspielerin
- Beushausen, Louis (1863–1904), deutscher Geologe und Paläontologe
- Beushausen, Ulla (* 1961), deutsche Logopädin und Psycholinguistin
- Beushausen, Wilhelm (1876–1951), preußischer Zimmerer und Landrat im Kreis Alfeld
- Beusler, Johannes († 1581), deutscher Jurist
- Beusmann, Volker (* 1950), deutscher Agrarwissenschaftler
- Beuß, Wolfgang (1954–2021), deutscher Politiker (CDU), MdHB
- Beussel, Georg Christian (1774–1864), Berliner Gutsbesitzer
- Beusser, Nikolaus († 1649), deutscher Rechenmeister
- Beust, Achim-Helge von (1917–2007), deutscher Politiker (CDU)
- Beust, Adam Liebermann von (1654–1707), Geheimer Rat, Kammerrat, Amtshauptmann, Oberaufseher
- Beust, Bernhard Friedrich von (1651–1715), kursächsischer Generalleutnant
- Beust, Carl Gustav von (1777–1856), sächsischer Kammerrat und Rittergutsbesitzer
- Beust, Carl Leopold von (1740–1827), deutscher Politiker
- Beust, Carl von (1777–1842), badischer Richter
- Beust, Caspar von, Amtmann
- Beust, Ernst August von (1783–1859), preußischer Geologe
- Beust, Franz von (1776–1858), badischer Kammerherr und Generalmajor
- Beust, Friedrich (1817–1899), deutscher Soldat und 48er Revolutionär, später Schweizer Reformpädagoge
- Beust, Friedrich Constantin von (1806–1891), deutscher Mineraloge, Geologe und Jurist
- Beust, Friedrich Ferdinand von (1809–1886), sächsischer und österreichischer PolitikerFriedrich Ferdinand von Beust (1809–1886)

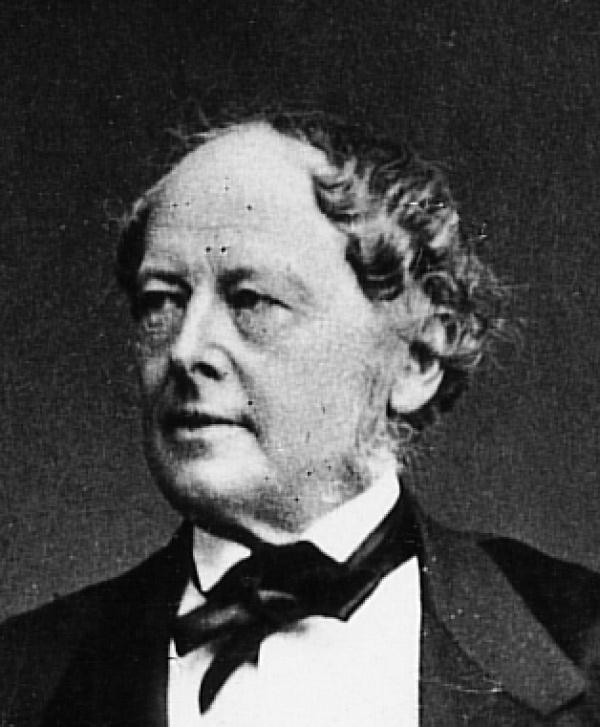
Friedrich Ferdinand von Beust (1809–1886)

- Beust, Friedrich von (1813–1889), großherzoglich-sächsischer Wirklicher Geheimer Rat, Kammerherr und Oberhofmarschall, Generalleutnant
- Beust, Friedrich Wilhelm von (1735–1816), deutscher Domherr
- Beust, Hans Max Philipp von (1820–1889), deutscher Bergwerksdirektor
- Beust, Heinrich, Goldschmied und Juwelier in Braunschweig
- Beust, Heinrich von (1778–1843), königlich-sächsischer Amtshauptmann und Besitzer der Rittergüter Neuensalz und Zobes
- Beust, Henning von (1892–1965), deutscher Generalrichter
- Beust, Hermann von (1815–1884), deutscher Rittergutsbesitzer und Abgeordneter
- Beust, Joachim Friedrich von (1697–1771), deutscher Jurist und Naturwissenschaftler
- Beust, Joachim von (1522–1597), deutscher Jurist
- Beust, Johann Philipp von (1706–1776), deutscher General, Geheimer Kriegsrat und Oberamtmann
- Beust, Johann von († 1427), Bischof von Havelberg (1427)
- Beust, Karl Louis von (1811–1888), sachsen-altenburgischer Staatsminister
- Beust, Ole von (* 1955), deutscher Politiker (CDU), MdHB, Erster Bürgermeister der Freien und Hansestadt HamburgOle von Beust (* 1955)

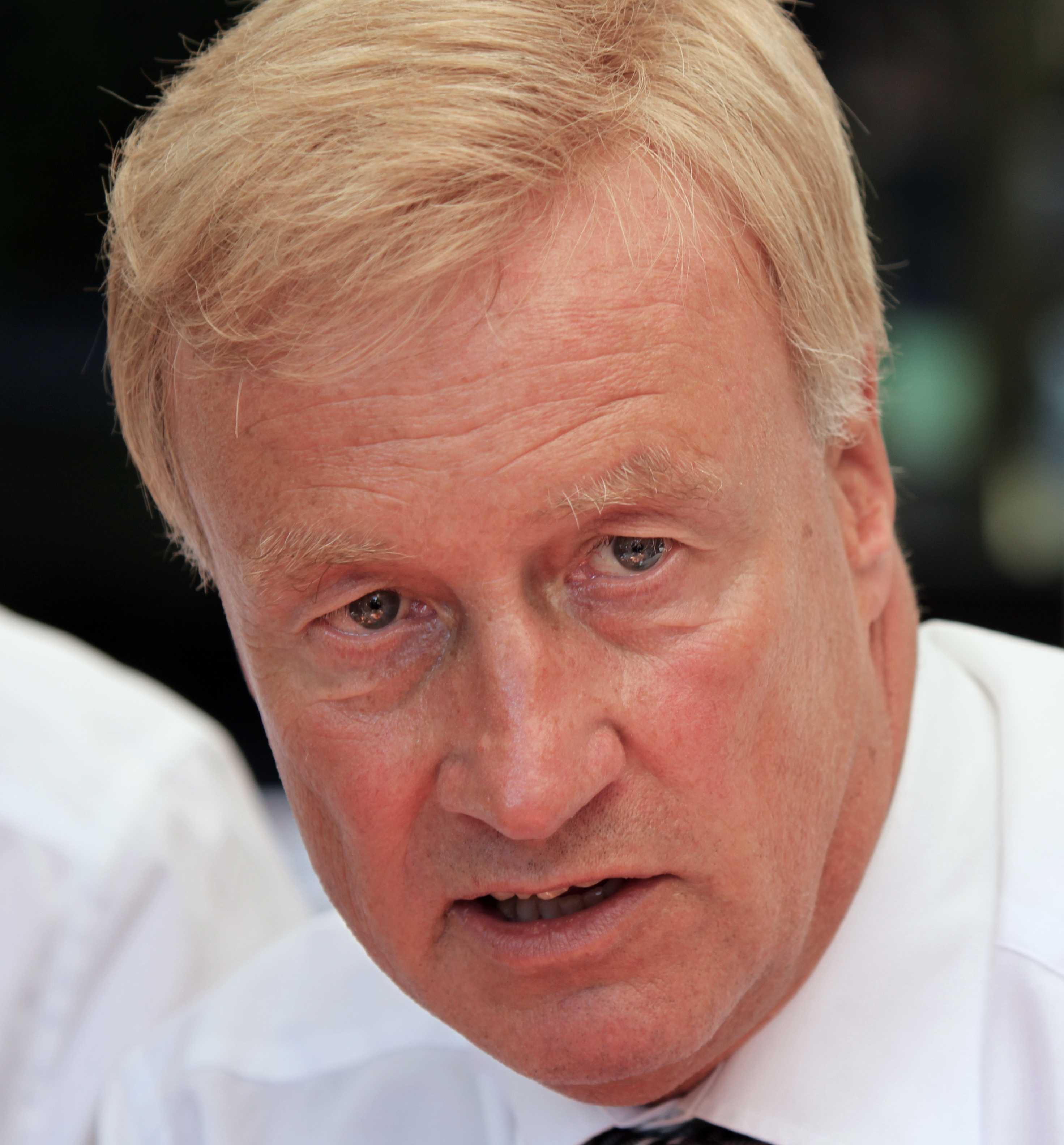
Ole von Beust (* 1955)

- Beust, Otto von (1799–1864), bayerischer Generalmajor
- Beust, Wieland (1968–1999), deutscher Kampfsportler
- Beust, Woldemar von (1818–1898), königlich-sächsischer Kreishauptmann
- Beuster, Frank (* 1961), deutscher Lehrer und Buchautor
- Beuster, Mika (* 1978), deutscher Journalist und Autor
- Beuster, Willi (1898–1982), deutscher KPD- und FDGB-Funktionär und Widerstandskämpfer gegen das NS-Regime
- Beuster, Willi (1908–1981), deutscher Politiker (SPD), MdB

### Beut
- Beutel, Albrecht (* 1957), deutscher evangelischer Theologe und Professor für Kirchengeschichte
- Beutel, Alois (1900–1967), deutscher Röntgenologe und Hochschullehrer
- Beutel, Anton (1830–1903), deutscher Landwirt und MdL
- Beutel, Anton (1868–1949), deutscher Verwaltungsjurist
- Beutel, Elea (* 2003), deutsche Volleyball- und Beachvolleyballspielerin
- Beutel, Ernst (1877–1944), österreichischer Chemiker
- Beutel, Frank (* 1955), deutscher zeitgenössischer Künstler
- Beutel, Franz (1867–1933), tschechoslowakischer Sozialpolitiker und Parlamentsabgeordneter
- Beutel, Günter (* 1927), deutscher Fußballspieler
- Beutel, Jacob (1624–1694), Kreuzkantor (1654–1694)
- Beutel, Jens (1946–2019), deutscher Politiker (SPD), Oberbürgermeister von Mainz
- Beutel, Lothar (1902–1986), deutscher SS-Brigadeführer, Leiter des SD-Oberabschnitts Sachsen und Führer der Einsatzgruppe IV in Polen
- Beutel, Tobias († 1690), Mathematiker und sächsischer Kunstkämmerer
- Beutelmann, Josef (* 1949), deutscher Betriebswirt und Aufsichtsratsvorsitzender der Barmenia Versicherungen
- Beutelrock, Friedl (1889–1958), deutsche Schriftstellerin
- Beutelspacher, Albrecht (* 1950), deutscher MathematikerAlbrecht Beutelspacher (* 1950)

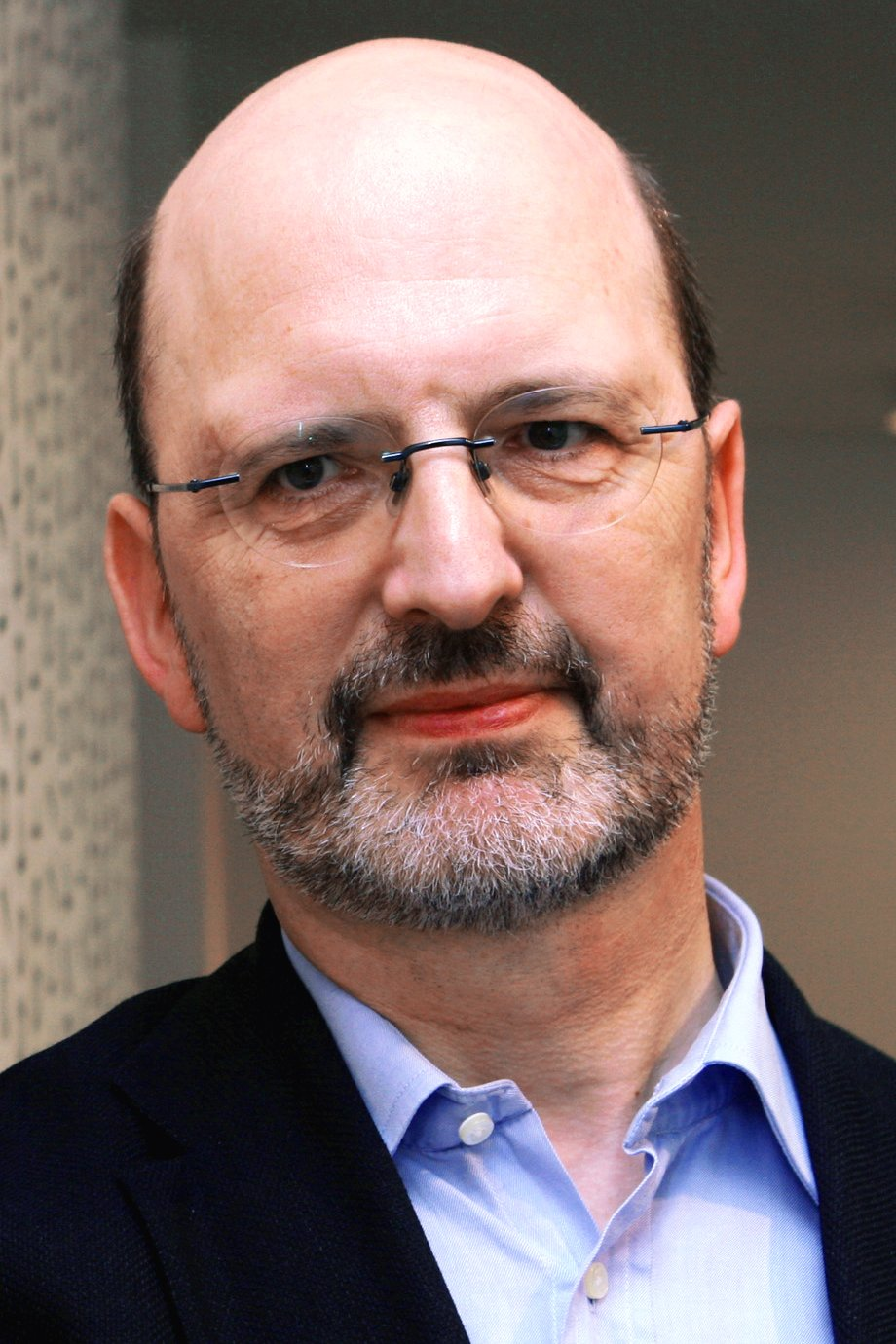
Albrecht Beutelspacher (* 1950)

- Beuter, Pere Antoni († 1554), valencianischer Bibelexeget und Historiker
- Beuter, Sabine (1949–2015), deutsche Malerin
- Beuter, Sven (1972–1996), deutscher Dachdecker, Gewaltopfer
- Beuth, Andreas (* 1953), deutscher Rechtsanwalt und Strafverteidiger in Hamburg
- Beuth, Franz (1731–1785), deutscher Jesuit und Fossiliensammler
- Beuth, Hans Josef (1952–2022), deutscher Mikrobiologe und Onkologe
- Beuth, Hermann Joseph Friedrich (1734–1819), deutscher Entomologe und Sammler
- Beuth, Peter (1781–1853), deutscher Ministerialbeamter, Politiker und Gründer des Preußischen Gewerbeinstituts
- Beuth, Peter (* 1967), deutscher Politiker (CDU), MdL
- Beuthan, Otto Wilhelm (1885–1965), deutscher Widerstandskämpfer gegen den Nationalsozialismus
- Beuther, Friedrich Christian (1777–1856), deutscher Theatermaler
- Beuther, Heinz-Ulrich (1923–1990), deutscher Luftwaffenoffizier
- Beuther, Jakob Ludwig (1573–1623), pfälzischer Verwaltungsbeamter und Genealoge
- Beuther, Johann Michael (1566–1618), elsässischer Rechtswissenschaftler
- Beuther, Michael (1522–1587), deutscher Historiker, Dichter, Jurist und Beamter
- Beuther, Michael Philipp (1564–1616), reformierter Theologe, Generalsuperintendent des Herzogtums Pfalz-Zweibrücken
- Beuther, Walter Ludwig (1816–1874), Bürgermeister und Abgeordneter
- Beuthien, Volker (* 1934), deutscher Rechtswissenschaftler
- Beuthke, Anna (1883–1943), deutsche Widerstandskämpferin gegen den Nationalsozialismus
- Beuthke, Ernst (1903–1943), deutscher kommunistischer Widerstandskämpfer gegen den Nationalsozialismus
- Beuthner, Arnold Christian (1689–1742), deutscher evangelisch-lutherischer Geistlicher und Schriftsteller
- Beuthner, Gerhard (* 1887), deutscher Maler und Grafiker
- Beutin, Heidi (* 1945), deutsche Wissenschaftspublizistin und Politikerin (Die Linke)
- Beutin, Heinrich (1893–1938), deutscher KPD-Funktionär und mecklenburgischer Widerstandskämpfer
- Beutin, Johanna (1895–1935), deutsche KPD-Funktionärin und mecklenburgische Widerstandskämpferin
- Beutin, Lorenz Gösta (* 1978), deutscher Politiker (Die Linke), MdBLorenz Gösta Beutin (* 1978)

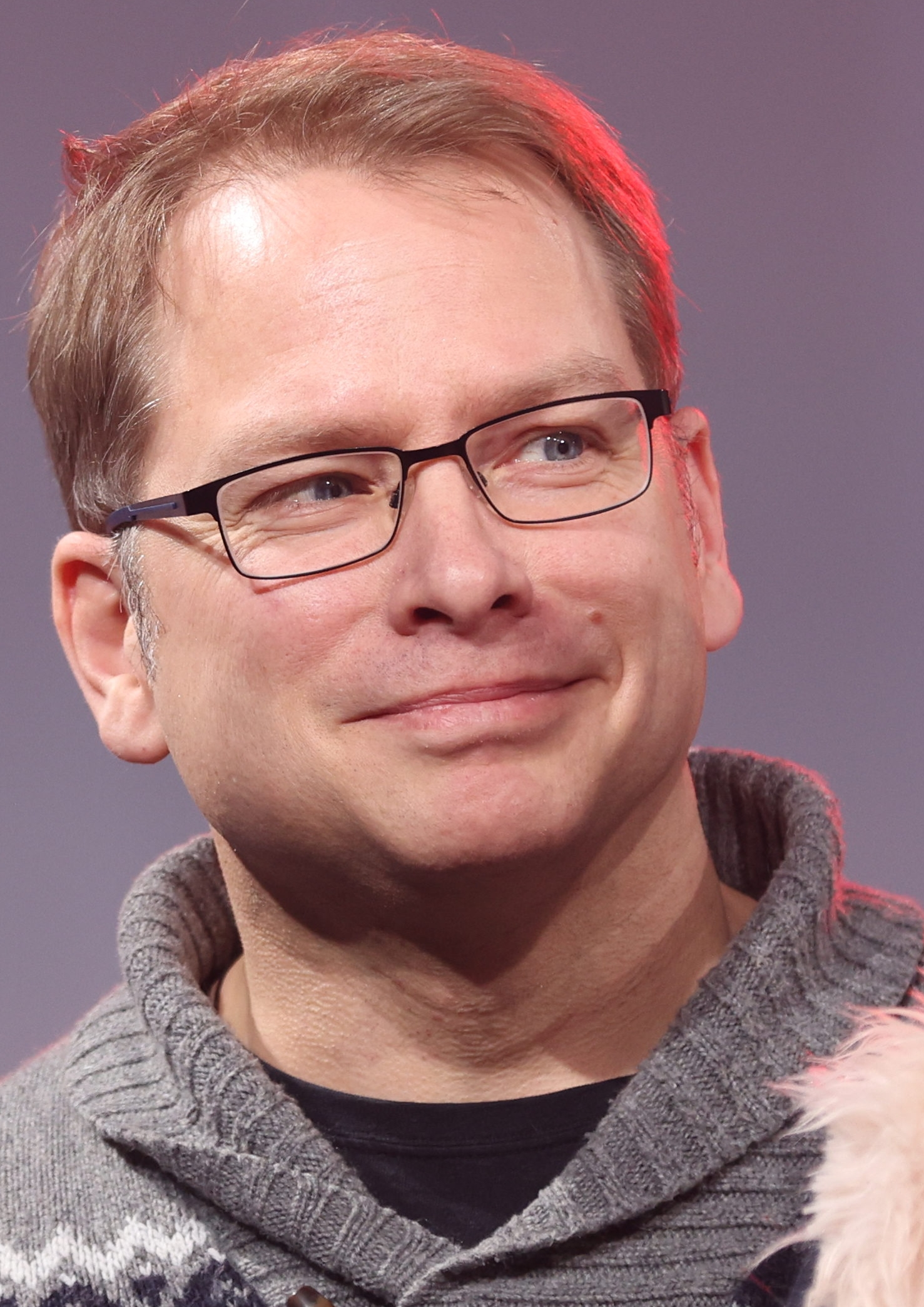
Lorenz Gösta Beutin (* 1978)

- Beutin, Ludwig (1903–1958), deutscher Historiker
- Beutin, Rainer (* 1951), deutscher Bluesmusiker
- Beutin, Ricklef, deutscher Jurist und Diplomat
- Beutin, Wolfgang (1934–2023), deutscher Schriftsteller und Literaturwissenschaftler
- Beuting, Sigrid (* 1957), deutsche Künstlerin und Kunstvermittlerin
- Beutinger, Emil (1875–1957), deutscher Architekt und Oberbürgermeister der Stadt Heilbronn
- Beutl, Franz (1905–1971), österreichischer Politiker (ÖVP), Landtagsabgeordneter im Burgenland
- Beutl, Walburga (* 1946), österreichische Politikerin (ÖVP), Abgeordneter zum Landtag Steiermark
- Beutler, Andreas (* 1963), Schweizer Eishockeyspieler und -trainer
- Beutler, Annette (* 1976), Schweizer Radrennfahrerin
- Beutler, August Frederik, deutschstämmiger Forschungsreisender
- Beutler, Bengt (* 1942), deutscher Rechtswissenschaftler
- Beutler, Betsy (* 1988), US-amerikanische Filmschauspielerin
- Beutler, Bruce (* 1957), US-amerikanischer Immunologe und Genetiker
- Beutler, Chris (* 1944), US-amerikanischer Politiker
- Beutler, Christian (1923–2003), deutscher Kunsthistoriker
- Beutler, Clemens († 1682), Künstler, Kartograph und Maler vorwiegend im Dienste von Joachim Enzmilner
- Beutler, Dan (* 1977), schwedischer Handballtorwart
- Beutler, Ernest (1928–2008), deutsch-amerikanischer Mediziner
- Beutler, Ernst (1885–1960), deutscher Literaturhistoriker und Goethe-Forscher
- Beutler, Gerhard (* 1946), Schweizer Astronom und Geodät
- Beutler, Gisela (1919–1996), deutsche Romanistin und Hispanistin
- Beutler, Hans (1913–1994), schweizerischer Künstler und Grafiker
- Beutler, Hans-Wilhelm (1897–1966), deutscher Wirtschaftsfunktionär und Politiker (FDP), MdL
- Beutler, Johannes (1933–2024), deutscher römisch-katholischer Theologe
- Beutler, Käthe (1896–1999), deutsche jüdische Kinderärztin
- Beutler, Kurt (1937–2011), deutscher Pädagoge
- Beutler, Kurt (* 1960), Schweizer evangelischer Theologe, Pastor, Arabist und Islamkenner
- Beutler, Magdalena (1407–1458), katholische Mystikerin des Spätmittelalters
- Beutler, Maja (1936–2021), Schweizer Schriftstellerin und Dramatikerin
- Beutler, Margarete (1876–1949), deutsche Dichterin, Schriftstellerin und Übersetzerin
- Beutler, Michael (* 1976), deutscher Bildhauer und Installationskünstler
- Beutler, Moritz (1862–1942), deutscher Politiker (DNVP), Mitglied des Sächsischen Landtages
- Beutler, Nicole (* 1969), österreichische Film- und TheaterschauspielerinNicole Beutler (* 1969)

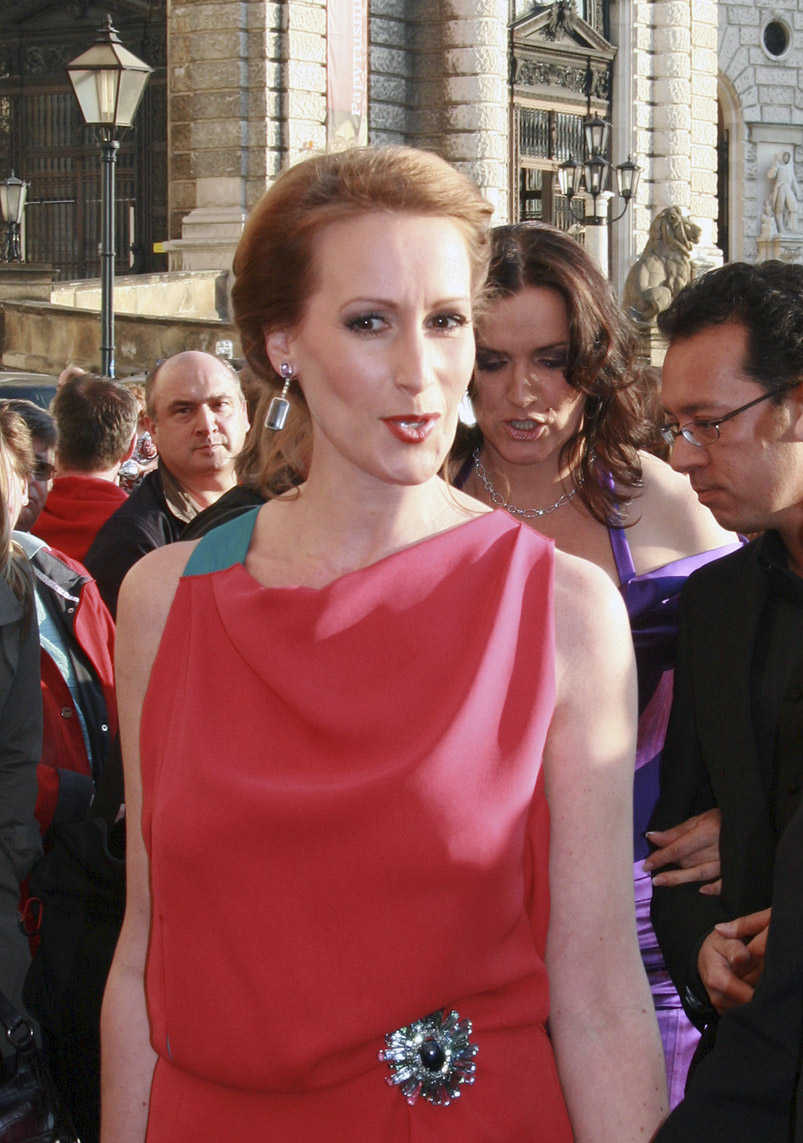
Nicole Beutler (* 1969)

- Beutler, Otto (1853–1926), deutscher Verwaltungsjurist und Kommunalpolitiker, Oberbürgermeister Dresdens
- Beutler, Peter (* 1942), Schweizer Lehrer, Politiker und Schriftsteller
- Beutler, Rudolf (1911–1975), deutscher Klassischer Philologe
- Beutler, Ruth (1897–1959), deutsche Zoologin
- Beutler, Tom (* 1946), US-amerikanischer American-Football-Spieler
- Beutler, Werner (1924–2025), deutscher Gymnasiallehrer und Kartäuserforscher
- Beutler, Willi (1903–1978), deutscher Fotograf
- Beutler, Willy (1876–1919), deutscher Schauspieldirektor
- Beutler-Krowas, Sylvia (* 1971), deutsche Rechtsanwältin und Schauspielern
- Beutlhauser, Herlinde (* 1936), österreichische Skirennläuferin
- Beutling, Theodor (1898–1942), deutscher Politiker (KPD), MdR
- Beutlmayr, Marie (1870–1948), österreichische Politikerin (SDAP), Landtagsabgeordnete, Mitglied des Bundesrates
- Beutner, Dirk (* 1976), deutscher Mediziner
- Beutner, Georg (* 1886), Präsident des Landgerichts Saarbrücken
- Beutner, Johann Georg (1788–1859), deutscher Mediziner, bayerischer Kantonsarzt
- Beutner, Johannes (1890–1960), deutscher Maler
- Beutner, Manfred (1914–2002), deutscher Offizier, zuletzt im Dienstgrad eines Oberst der Bundeswehr
- Beutner, Marc (* 1971), deutscher Wirtschaftspädagoge und Inhaber des Lehrstuhls Wirtschaftspädagogik II mit der Ausrichtung Wirtschaftspädagogik und Evaluationsforschung an der Universität Paderborn
- Beutner, Thuiskon (1816–1882), Chefredakteur der Neuen Preußischen Zeitung
- Beuttel, Wilhelm (1900–1944), deutscher Widerstandskämpfer und KPD-Funktionär
- Beuttenmüller, Ernst (1842–1919), deutscher Apotheker
- Beuttenmüller, Hermann (1881–1960), deutscher Jurist und Schriftsteller
- Beuttenmüller, Otto (1901–1999), deutscher Volkswirt, Genealoge und Heimatforscher
- Beutter, Alexander (1862–1952), deutscher Pfarrer und Ehrenbürger von Rotenberg
- Beutter, Friedrich (1925–2010), deutscher katholischer Theologe und Hochschullehrer
- Beuttler, Mike (1942–1988), britischer Formel-1-Rennfahrer
- Beuttner, Nikolaus, deutscher Lehrer, Kirchendiener und Herausgeber eines katholischen Gesangbuchs
- Beuttner, Paul (1902–1944), deutscher Maler und Kunstpädagoge
- Beutz, Hans (1909–1997), deutscher Verwaltungsbeamter und Politiker (SPD)
- Beutz, Milojka (1949–2012), slowenische Malerin
- Beutz, Willy (1912–1986), deutscher Kaufmann und Mäzen

### Beuv
- Beuvain de Beauséjour, Gaston Léopold Vincent (1856–1910), französischer Offizier, Historiker und Agrargewerkschafter
- Beuvain de Beauséjour, Paul-Félix (1839–1930), französischer Geistlicher, römisch-katholischer Bischof von Carcassonne
- Beuve-Méry, Hubert (1902–1989), französischer Journalist
- Beuvens, Eve (* 1978), belgische Jazzmusikerin (Piano, Komposition)
- Beuvens, Lionel (* 1981), belgischer Jazzmusiker (Schlagzeug, Komposition)

### Beuy
- Beuys, Barbara (1943–2025), deutsche Schriftstellerin, Redakteurin, Historikerin und Journalistin
- Beuys, Joseph (1921–1986), deutscher Aktionskünstler, Bildhauer, Zeichner, Kunsttheoretiker und HochschullehrerJoseph Beuys (1921–1986)

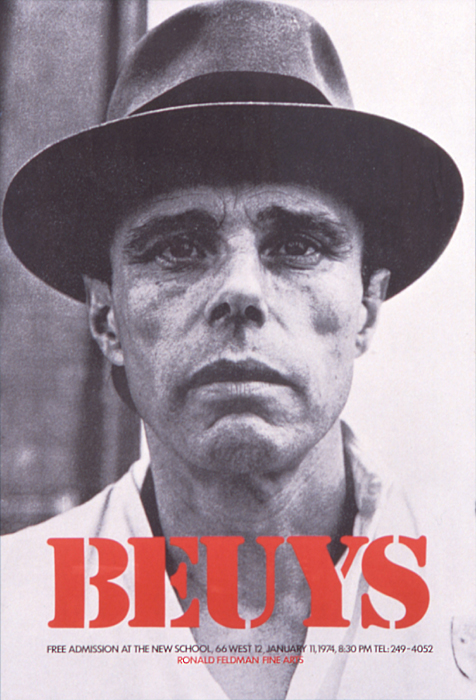
Joseph Beuys (1921–1986)

### Beuz
- Beuzemaker, Ko (1902–1944), niederländischer Politiker der Communistische Partij van Nederland
- Beuzeville Ferro, Augusto (1932–2004), peruanischer katholischer Bischof